# Mistrovství Evropy ve fotbale 1992 (soupisky)
Toto jsou soupisky jednotlivých států z Mistrovství Evropy ve fotbale 1992.
| Zlato             | Stříbro            | Bronz                 | Bronz              |
| ----------------- | ------------------ | --------------------- | ------------------ |
| Dánsko • Soupiska | Německo • Soupiska | Nizozemsko • Soupiska | Švédsko • Soupiska |

## Skupina A

### Švédsko
Hlavní trenér:Tommy Svensson

| Jméno             | Datum narození     | Datum úmrtí                     | Klub                     |          |
| Brankáři          | Brankáři           | Brankáři                        | Brankáři                 | Brankáři |
| ----------------- | ------------------ | ------------------------------- | ------------------------ | -------- |
| Thomas Ravelli    | 13. srpna 1959     |                                 | IFK Göteborg             |          |
| Lars Eriksson     | 21. září 1965      |                                 | IFK Norrköping           |          |
| Obránci           |                    |                                 |                          |          |
| Roland Nilsson    | 27. listopadu 1963 |                                 | Sheffield Wednesday FC   |          |
| Jan Eriksson      | 24. srpna 1967     |                                 | IFK Norrköping           |          |
| Patrik Andersson  | 18. srpna 1971     |                                 | Malmö FF                 |          |
| Joachim Björklund | 15. března 1971    |                                 | Brann Bergen             |          |
| Mikael Nilsson    | 28. září 1968      |                                 | IFK Göteborg             |          |
| Magnus Erlingmark | 8. července 1968   |                                 | Örebro SK                |          |
| Roger Ljung       | 8. ledna 1966      |                                 | Admira Wacker            |          |
| Záložníci         |                    |                                 |                          |          |
| Stefan Schwarz    | 18. dubna 1969     |                                 | Benfica Lisabon          |          |
| Klas Ingesson     | 20. srpna 1968     | 29. října 2014 (ve věku 46 let) | KV Mechelen              |          |
| Stefan Rehn       | 22. září 1966      |                                 | IFK Göteborg             |          |
| Jonas Thern –     | 20. března 1967    |                                 | Benfica Lisabon          |          |
| Anders Limpar     | 24. září 1965      |                                 | Arsenal FC               |          |
| Jan Jansson       | 26. ledna 1968     |                                 | Östers IF                |          |
| Joakim Nilsson    | 31. března 1966    |                                 | Sporting de Gijón        |          |
| Útočníci          |                    |                                 |                          |          |
| Tomas Brolin      | 29. listopadu 1969 |                                 | Parma Calcio 1913        |          |
| Kennet Andersson  | 6. října 1967      |                                 | KV Mechelen              |          |
| Martin Dahlin     | 16. dubna 1968     |                                 | Borussia Mönchengladbach |          |
| Johnny Ekström    | 5. března 1965     |                                 | IFK Göteborg             |          |

### Dánsko
Hlavní trenér: Richard Møller Nielsen

| Jméno                    | Datum narození     | Datum úmrtí | Klub                 |          |
| Brankáři                 | Brankáři           | Brankáři    | Brankáři             | Brankáři |
| ------------------------ | ------------------ | ----------- | -------------------- | -------- |
| Peter Schmeichel         | 18. listopadu 1963 |             | Manchester United FC |          |
| Mogens Krogh             | 31. října 1963     |             | Brøndby IF           |          |
| Obránci                  |                    |             |                      |          |
| John Sivebæk             | 25. října 1961     |             | AS Monaco FC         |          |
| Kent Nielsen             | 28. prosince 1961  |             | Aarhus GF            |          |
| Lars Olsen –             | 2. února 1961      |             | Trabzonspor          |          |
| Kim Christofte           | 24. srpna 1960     |             | Brøndby IF           |          |
| Torben Piechnik          | 21. května 1963    |             | Boldklubben 1903     |          |
| Claus Christiansen       | 19. října 1967     |             | Lyngby Boldklub      |          |
| Záložníci                |                    |             |                      |          |
| Henrik Andersen          | 7. května 1965     |             | 1. FC Köln           |          |
| John Jensen              | 3. května 1965     |             | Brøndby IF           |          |
| Johnny Mølby             | 4. února 1969      |             | Vejle Boldklub       |          |
| Henrik Larsen            | 17. května 1966    |             | Lyngby Boldklub      |          |
| Kim Vilfort              | 15. listopadu 1962 |             | Brøndby IF           |          |
| Peter Nielsen            | 3. března 1968     |             | Lyngby Boldklub      |          |
| Morten Bruun             | 28. června 1965    |             | Silkeborg IF         |          |
| Útočníci                 |                    |             |                      |          |
| Flemming Povlsen         | 3. prosince 1966   |             | Borussia Dortmund    |          |
| Lars Elstrup             | 24. března 1963    |             | Odense BK            |          |
| Brian Laudrup            | 22. února 1969     |             | FC Bayern Mnichov    |          |
| Torben Frank             | 16. června 1968    |             | Lyngby Boldklub      |          |
| Bent Christensen Arensøe | 4. ledna 1967      |             | FC Schalke 04        |          |

### Francie
Hlavní trenér: Michel Platini

| Jméno                | Datum narození     | Datum úmrtí                     | Klub                   |          |
| Brankáři             | Brankáři           | Brankáři                        | Brankáři               | Brankáři |
| -------------------- | ------------------ | ------------------------------- | ---------------------- | -------- |
| Bruno Martini        | 25. ledna 1962     | 20. října 2020 (ve věku 58 let) | AJ Auxerre             |          |
| Gilles Rousset       | 22. srpna 1963     |                                 | Olympique Lyon         |          |
| Obránci              |                    |                                 |                        |          |
| Manuel Amoros –      | 1. února 1962      |                                 | Olympique Marseille    |          |
| Franck Silvestre     | 5. dubna 1967      |                                 | FC Sochaux-Montbéliard |          |
| Laurent Blanc        | 19. listopadu 1965 |                                 | SSC Neapol             |          |
| Franck Sauzée        | 28. října 1965     |                                 | Olympique Marseille    |          |
| Basile Boli          | 2. ledna 1967      |                                 | Olympique Marseille    |          |
| Rémi Garde           | 3. dubna 1966      |                                 | Olympique Lyon         |          |
| Jocelyn Angloma      | 7. srpna 1965      |                                 | Olympique Marseille    |          |
| Záložníci            |                    |                                 |                        |          |
| Emmanuel Petit       | 22. září 1970      |                                 | AS Monaco              |          |
| Bernard Casoni       | 4. září 1961       |                                 | Olympique Marseille    |          |
| Didier Deschamps     | 15. října 1968     |                                 | Olympique Marseille    |          |
| Luis Fernández       | 2. října 1959      |                                 | AS Cannes              |          |
| Jean-Philippe Durand | 11. listopadu 1960 |                                 | Olympique Marseille    |          |
| Christophe Cocard    | 23. listopadu 1967 |                                 | AJ Auxerre             |          |
| Pascal Vahirua       | 9. března 1966     |                                 | AJ Auxerre             |          |
| Útočníci             |                    |                                 |                        |          |
| Jean-Pierre Papin    | 5. listopadu 1963  |                                 | Olympique Marseille    |          |
| Christian Perez      | 13. května 1963    |                                 | Paris Saint-Germain FC |          |
| Fabrice Divert       | 2. září 1967       |                                 | Montpellier            |          |
| Eric Cantona         | 24. května 1966    |                                 | Leeds United FC        |          |

### Anglie
Hlavní trenér: Graham Taylor

| Jméno          | Datum narození     | Datum úmrtí | Klub                   |          |
| Brankáři       | Brankáři           | Brankáři    | Brankáři               | Brankáři |
| -------------- | ------------------ | ----------- | ---------------------- | -------- |
| Chris Woods    | 14. listopadu 1959 |             | Sheffield Wednesday FC |          |
| Nigel Martyn   | 11. srpna 1966     |             | Crystal Palace FC      |          |
| Obránci        |                    |             |                        |          |
| Keith Curle    | 14. listopadu 1963 |             | Manchester City FC     |          |
| Stuart Pearce  | 24. dubna 1962     |             | Nottingham Forest FC   |          |
| Martin Keown   | 24. července 1966  |             | Everton FC             |          |
| Des Walker     | 26. listopadu 1965 |             | Nottingham Forest FC   |          |
| Mark Wright    | 1. srpna 1963      |             | Liverpool FC           |          |
| Tony Dorigo    | 31. prosince 1965  |             | Leeds United FC        |          |
| Záložníci      |                    |             |                        |          |
| David Platt    | 10. června 1966    |             | SSC Bari               |          |
| Trevor Steven  | 21. září 1963      |             | Olympique Marseille    |          |
| Andy Sinton    | 19. března 1966    |             | Queens Park Rangers FC |          |
| Carlton Palmer | 5. prosince 1965   |             | Sheffield Wednesday FC |          |
| Neil Webb      | 30. července 1963  |             | Manchester United FC   |          |
| Paul Merson    | 20. března 1968    |             | Arsenal FC             |          |
| Tony Daley     | 18. října 1967     |             | Aston Villa FC         |          |
| David Batty    | 2. prosince 1968   |             | Leeds United FC        |          |
| Útočníci       |                    |             |                        |          |
| Nigel Clough   | 19. března 1966    |             | Nottingham Forest FC   |          |
| Gary Lineker – | 30. listopadu 1960 |             | Tottenham Hotspur FC   |          |
| Alan Smith     | 21. listopadu 1962 |             | Arsenal FC             |          |
| Alan Shearer   | 13. srpna 1970     |             | Southampton FC         |          |

## Skupina B

### Nizozemsko
Hlavní trenér: Rinus Michels

| Jméno              | Datum narození     | Datum úmrtí | Klub              |          |
| Brankáři           | Brankáři           | Brankáři    | Brankáři          | Brankáři |
| ------------------ | ------------------ | ----------- | ----------------- | -------- |
| Hans van Breukelen | 4. října 1956      |             | PSV Eindhoven     |          |
| Stanley Menzo      | 15. října 1963     |             | AFC Ajax          |          |
| Ed de Goey         | 20. prosince 1966  |             | Feyenoord         |          |
| Obránci            |                    |             |                   |          |
| Berry van Aerle    | 8. prosince 1962   |             | PSV Eindhoven     |          |
| Adri van Tiggelen  | 16. června 1957    |             | PSV Eindhoven     |          |
| Ronald Koeman      | 21. března 1963    |             | FC Barcelona      |          |
| Danny Blind        | 1. srpna 1961      |             | AFC Ajax          |          |
| Frank de Boer      | 15. května 1970    |             | AFC Ajax          |          |
| Záložníci          |                    |             |                   |          |
| Jan Wouters        | 17. července 1960  |             | FC Bayern Mnichov |          |
| Frank Rijkaard     | 30. září 1962      |             | AC Milán          |          |
| Ruud Gullit –      | 1. září 1962       |             | AC Milán          |          |
| John van 't Schip  | 30. prosince 1963  |             | AFC Ajax          |          |
| Rob Witschge       | 22. srpna 1966     |             | Feyenoord         |          |
| Aron Winter        | 1. března 1967     |             | AFC Ajax          |          |
| Peter Bosz         | 21. listopadu 1963 |             | Feyenoord         |          |
| Wim Jonk           | 12. října 1966     |             | AFC Ajax          |          |
| Bryan Roy          | 12. února 1970     |             | AFC Ajax          |          |
| Útočníci           |                    |             |                   |          |
| Dennis Bergkamp    | 10. května 1969    |             | AFC Ajax          |          |
| Marco van Basten   | 31. října 1964     |             | AC Milán          |          |
| Wim Kieft          | 12. listopadu 1962 |             | PSV Eindhoven     |          |
| Eric Viscaal       | 20. března 1968    |             | KAA Gent          |          |

### Německo
Hlavní trenér: Berti Vogts

| Jméno             | Datum narození    | Datum úmrtí                     | Klub                |          |
| Brankáři          | Brankáři          | Brankáři                        | Brankáři            | Brankáři |
| ----------------- | ----------------- | ------------------------------- | ------------------- | -------- |
| Bodo Illgner      | 7. dubna 1967     |                                 | 1. FC Köln          |          |
| Andreas Köpke     | 12. března 1962   |                                 | 1. FC Norimberk     |          |
| Obránci           |                   |                                 |                     |          |
| Stefan Reuter     | 16. října 1966    |                                 | Juventus FC         |          |
| Andreas Brehme –  | 9. listopadu 1960 | 20. února 2024 (ve věku 63 let) | Inter Milán         |          |
| Jürgen Kohler     | 6. října 1965     |                                 | Juventus FC         |          |
| Manfred Binz      | 22. září 1965     |                                 | Eintracht Frankfurt |          |
| Guido Buchwald    | 24. ledna 1961    |                                 | VfB Stuttgart       |          |
| Thomas Helmer     | 21. dubna 1965    |                                 | Borussia Dortmund   |          |
| Michael Frontzeck | 26. března 1964   |                                 | VfB Stuttgart       |          |
| Michael Schulz    | 3. září 1961      |                                 | Borussia Dortmund   |          |
| Christian Wörns   | 10. května 1972   |                                 | Bayer 04 Leverkusen |          |
| Záložníci         |                   |                                 |                     |          |
| Andreas Möller    | 2. září 1967      |                                 | Eintracht Frankfurt |          |
| Thomas Häßler     | 30. května 1966   |                                 | AS Řím              |          |
| Thomas Doll       | 9. dubna 1966     |                                 | SS Lazio            |          |
| Matthias Sammer   | 5. září 1967      |                                 | VfB Stuttgart       |          |
| Stefan Effenberg  | 2. srpna 1968     |                                 | FC Bayern Mnichov   |          |
| Útočníci          |                   |                                 |                     |          |
| Rudi Völler       | 13. dubna 1960    |                                 | AS Řím              |          |
| Karl-Heinz Riedle | 16. září 1965     |                                 | SS Lazio            |          |
| Andreas Thom      | 7. září 1965      |                                 | Bayer 04 Leverkusen |          |
| Jürgen Klinsmann  | 30. července 1964 |                                 | Inter Milán         |          |

### Skotsko
Hlavní trenér: Andy Roxburgh

| Jméno            | Datum narození     | Datum úmrtí                       | Klub                   |          |
| Brankáři         | Brankáři           | Brankáři                          | Brankáři               | Brankáři |
| ---------------- | ------------------ | --------------------------------- | ---------------------- | -------- |
| Andy Goram       | 13. dubna 1964     | 2. července 2022 (ve věku 58 let) | Rangers FC             |          |
| Henry Smith      | 10. března 1956    |                                   | Heart of Midlothian FC |          |
| Obránci          |                    |                                   |                        |          |
| Richard Gough –  | 5. dubna 1962      |                                   | Rangers FC             |          |
| Maurice Malpas   | 3. srpna 1962      |                                   | Dundee United FC       |          |
| David McPherson  | 28. ledna 1964     |                                   | Heart of Midlothian FC |          |
| Stewart McKimmie | 27. října 1962     |                                   | Aberdeen FC            |          |
| Tom Boyd         | 24. listopadu 1965 |                                   | Celtic FC              |          |
| Derek Whyte      | 31. srpna 1968     |                                   | Celtic FC              |          |
| Alan McLaren     | 4. ledna 1971      |                                   | Heart of Midlothian FC |          |
| Záložníci        |                    |                                   |                        |          |
| Paul McStay      | 22. října 1964     |                                   | Celtic FC              |          |
| Brian McClair    | 8. prosince 1963   |                                   | Manchester United FC   |          |
| Stuart McCall    | 10. června 1964    |                                   | Rangers FC             |          |
| Gary McAllister  | 25. prosince 1964  |                                   | Leeds United FC        |          |
| Pat Nevin        | 6. září 1963       |                                   | Everton FC             |          |
| Jim McInally     | 19. února 1964     |                                   | Dundee United FC       |          |
| Dave Bowman      | 10. března 1964    |                                   | Dundee United FC       |          |
| Útočníci         |                    |                                   |                        |          |
| Ally McCoist     | 24. září 1962      |                                   | Rangers FC             |          |
| Gordon Durie     | 6. prosince 1965   |                                   | Tottenham Hotspur FC   |          |
| Kevin Gallacher  | 23. listopadu 1966 |                                   | Coventry City FC       |          |
| Duncan Ferguson  | 27. prosince 1971  |                                   | Dundee United FC       |          |

### SNS
Hlavní trenér: Anatolij Byšovec

| Jméno                   | Datum narození    | Datum úmrtí                      | Klub                 |          |
| Brankáři                | Brankáři          | Brankáři                         | Brankáři             | Brankáři |
| ----------------------- | ----------------- | -------------------------------- | -------------------- | -------- |
| Dmitrij Charin          | 16. srpna 1968    |                                  | PFK CSKA Moskva      |          |
| Stanislav Čerčesov      | 2. září 1963      |                                  | FK Spartak Moskva    |          |
| Obránci                 |                   |                                  |                      |          |
| Andrej Černyšov         | 7. ledna 1968     |                                  | FK Spartak Moskva    |          |
| Kachaber Cchadadze      | 7. září 1968      |                                  | FK Spartak Moskva    |          |
| Achrik Cveiba           | 10. září 1966     |                                  | FK Dynamo Kyjev      |          |
| Oleh Kuzněcov           | 22. března 1963   |                                  | Rangers FC           |          |
| Viktor Onopko           | 14. října 1969    |                                  | FK Spartak Moskva    |          |
| Andrej Ivanov           | 6. dubna 1967     | 19. května 2009 (ve věku 42 let) | FK Spartak Moskva    |          |
| Záložníci               |                   |                                  |                      |          |
| Igor Šalimov            | 2. února 1969     |                                  | Calcio Foggia 1920   |          |
| Oleksij Mychajlyčenko – | 30. března 1963   |                                  | Rangers FC           |          |
| Sergej Alejnikov        | 7. listopadu 1961 |                                  | US Lecce             |          |
| Igor Dobrovolskij       | 27. srpna 1967    |                                  | Servette FC          |          |
| Dmitrij Kuzněcov        | 28. srpna 1965    |                                  | RCD Espanyol         |          |
| Igor Kornějev           | 4. září 1967      |                                  | RCD Espanyol         |          |
| Igor Leďachov           | 22. května 1968   |                                  | FK Spartak Moskva    |          |
| Útočníci                |                   |                                  |                      |          |
| Andrej Kančelskis       | 23. ledna 1969    |                                  | Manchester United FC |          |
| Sergej Juran            | 11. června 1969   |                                  | Benfica Lisabon      |          |
| Sergej Kirjakov         | 1. ledna 1970     |                                  | FK Dynamo Moskva     |          |
| Volodymyr Ljutyj        | 20. dubna 1962    |                                  | MSV Duisburg         |          |
| Igor Kolyvanov          | 6. března 1968    |                                  | Calcio Foggia 1920   |          |